# ホテルフクラシア大阪ベイ
ホテルフクラシア大阪ベイ（ホテルフクラシアおおさかベイ）は、大阪府大阪市住之江区にある研修特化型ホテルである。

## レストラン
- 咲洲（1F）
- 咲洲Ⅱ（1F）
- ザ・コスモホール（2F、懇親会）
- BAY SIDE（20F、洋宴）
- SEA  SIDE （20F、洋宴）
- 雅（5F、和宴）
- THE TERRACE（5F、屋外宴）
- THE CAMP（2F、洋宴）

## アクセス
- 鉄道
  - Osaka Metro南港ポートタウン線 コスモスクエア駅より徒歩18分。
- バス
  - 大阪市高速電気軌道南港ポートタウン線 コスモスクエア駅よりサークルバス運行。
  - 関西国際空港から南港・USJ方面リムジンバスでGPH大阪ベイ前下車（約50分）後、徒歩10分。
- 車
  - 天保山JCTより大阪港咲洲トンネルで11分、南港北ICより一般道5分。